# Metropolitana di Nanning
La metropolitana di Nanning è una metropolitana che serve la città di Nanning. 
È composta di una sola linea, la Linea 1, lunga 32,1 km, mentre altre 3 sono in progetto. La Linea 2 è in costruzione dal 2012 e dovrebbe essere completata entro il 2017. Entro il 2030 si prevede che la metropolitana abbia otto linee.

## Rete
| Linea  | Percorso                              | Inaugurazione | Estensione | Numero di stazioni |
| ------ | ------------------------------------- | ------------- | ---------- | ------------------ |
| 1      | Shibu ↔ Stazione orientale di Nanning | 2016          | 32,1 km    | 25                 |
| Totale | Totale                                | Totale        | 32,1       | 25                 |